# Hans-Joachim Walde

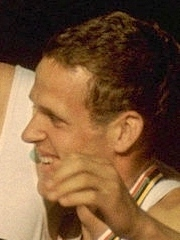
Hans-Joachim Walde 1964 (Olympische Spiele Tokio)

Hans-Joachim Walde (* 28. Juni 1942 in Gläsersdorf, Niederschlesien; † 18. April 2013 in Jever) war ein deutscher Leichtathlet und Mediziner, der für die Bundesrepublik Deutschland startete.

## Leben
Walde gewann für die Bundesrepublik zwei olympische Medaillen im Zehnkampf:
- Bei den Olympischen Spielen 1964 in Tokio startete er in der gemeinsamen deutschen Mannschaft für die Bundesrepublik und gewann die Bronzemedaille (7809 Punkte; Einzelleistungen: 11,0 s – 7,21 m – 14,45 m – 1,96 m – 49,4 s – 15,3 s – 43,15 m – 4,10 m – 62,90 m – 4:37,0 min.) hinter Willi Holdorf und Rein Aun.
- An den Olympischen Spielen 1968 in Mexiko-Stadt nahm er mit der Mannschaft der Bundesrepublik teil und wurde Zweiter (8111 Punkte; Einzelleistungen: 10,9 s – 7,64 m – 15,13 m – 2,01 m – 49,0 s – 14,8 s – 43,54 m – 4,30 m – 71,62 m – 4:58,5 min.) hinter Bill Toomey und vor Kurt Bendlin.

Bei den Leichtathletik-Europameisterschaften 1971 wurde Hans-Joachim Walde Dritter (hinter Joachim Kirst und Lennart Hedmark sowie vor Heinz-Ulrich Schulze). Den Wettkampf bei den Olympischen Spielen 1972 in München musste er nach einer Verletzung abbrechen.
Hans-Joachim Walde gehörte dem USC Mainz an. In seiner Wettkampfzeit war er 1,91 m groß und wog 89 kg.
Walde studierte Medizin und promovierte 1972 an der Universität Mainz. Er war später Chefarzt des Bereichs Sportmedizin im Nordwest-Krankenhaus Sanderbusch, Friesland.